# Paramorpha aquilana
Paramorpha aquilana är en fjärilsart som beskrevs av Edward Meyrick 1881. Paramorpha aquilana ingår i släktet Paramorpha och familjen Carposinidae. Inga underarter finns listade i Catalogue of Life.